# Tentativa de golpe de Estado na Zâmbia em 1997
A tentativa de golpe de Estado na Zâmbia em 1997 foi uma tentativa  de golpe militar que ocorreu na Zâmbia em 28 de outubro de 1997. O golpe não durou mais de três horas e ocorreu entre 6 e 9 da manhã quando o líder golpista, Capitão Solo (Stephen Lungu), anunciou através da estação de rádio nacional (Zambia National Broadcasting Corporation) que um golpe havia ocorrido e que o então presidente, Frederick Chiluba, deveria renunciar.
Algumas organizações internacionais de mídia não conseguiram resistir a brincadeira sobre o "apropriadamente denominado" (Solo) cuja exigência de renúncia do presidente, acompanhada de risos de jornalistas que estavam na estação de rádio no momento da tentativa de golpe. O Capitão Solo passaria os próximos treze anos na prisão por cometer traição e seria libertado somente quando ficou claro que ele era um doente terminal.